# Monte di Mezzo
Il Monte di Mezzo (Mitterberg in tedesco) è una montagna alta circa 690 m s.l.m., che si trova in Alto Adige, subito a sud della città di Bolzano. Di forma stretta e allungata, divide l'Oltradige (ad ovest del monte sorgono i comuni di Appiano sulla Strada del Vino e Caldaro sulla Strada del Vino) dal corso del fiume Adige (ad est). Nella stretta fascia tra il monte e il fiume sorge Vadena.

## Descrizione
Nella parte settentrionale del monte si trovano, a circa 500 m di altitudine, i due laghi di Monticolo e l'omonimo abitato, frazione di Appiano. Più a sud, la località Kreither Sattel/Novale al Varco (comune di Vadena) si trova sul passo che collega la val d'Adige con il Lago di Caldaro. Lo stemma del comune di Vadena, la cui superficie si estende fino alla sponda orientale del lago, rappresenta, stilizzato, proprio il passo.
Nei pressi di Kreit-Novale si trova Castel Varco (in tedesco Laimburg), mentre poco più a sud si trova Castelchiaro (in tedesco Leuchtenburg).
La montagna risulta abitata sin dal periodo neolitico, come i rinvenimenti archeologici, fra cui quelli sul Colle Joben, dimostrano.
Sull'altura del Laimbichl nel 1936 sorse il trasmettitore dell'emittente radio Bolzano, voluto dal regime fascista.

## Galleria d'immagini

Stemma del comune di Vadena, con il passo e le rovine di Castel Varco
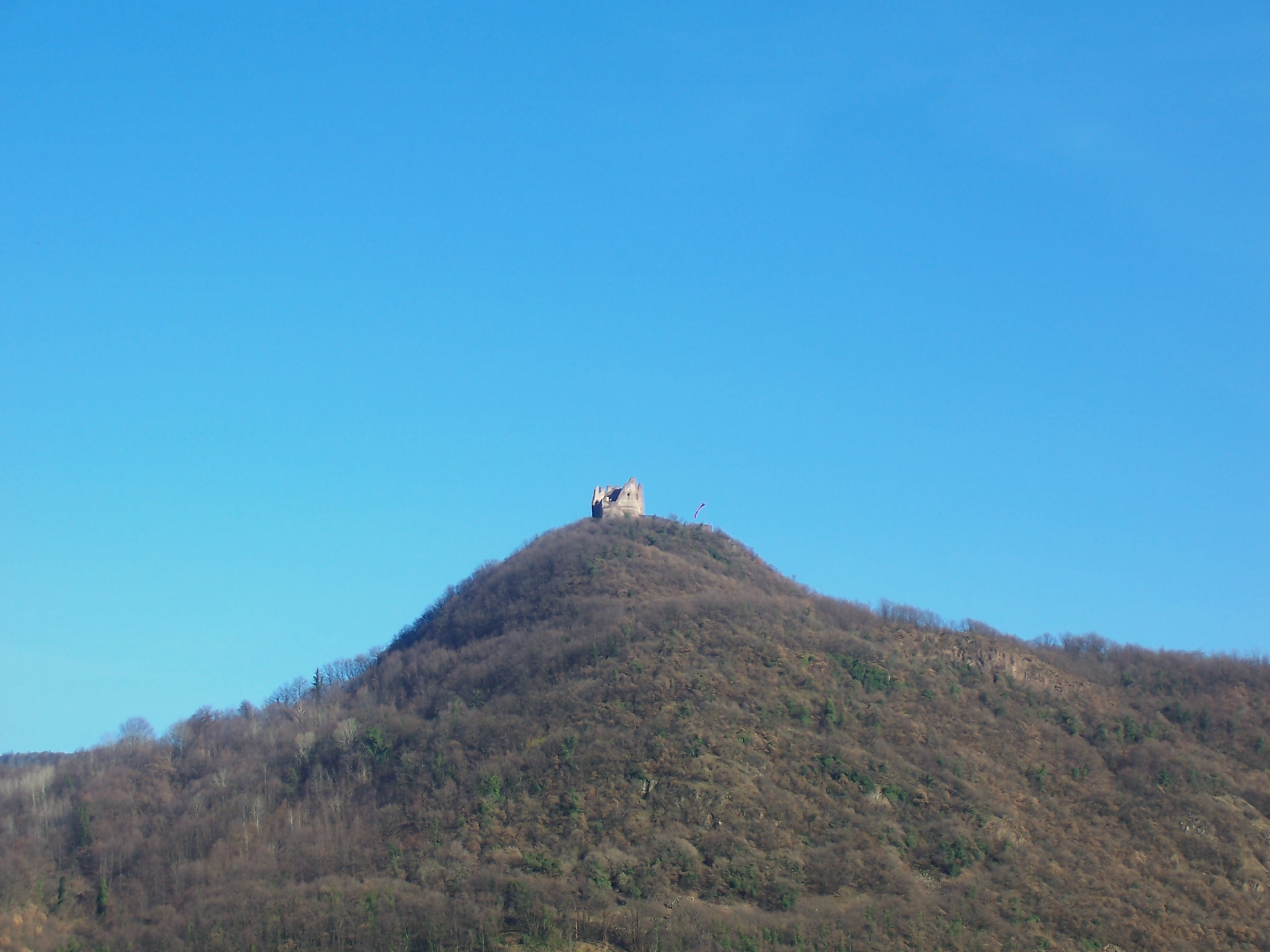
La cima più meridionale del Monte di Mezzo con Castelchiaro
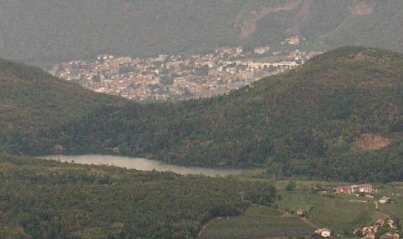
Lago Grande di Monticolo
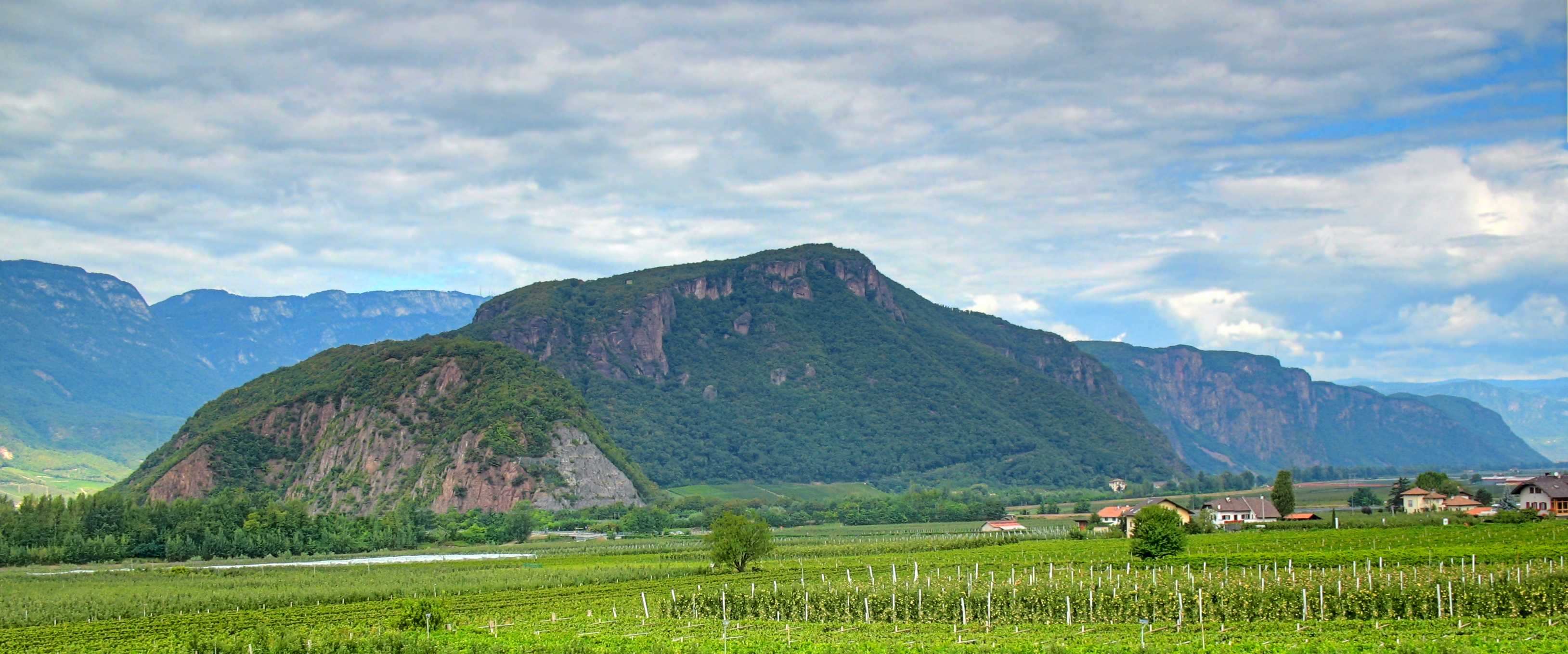
Monte di Mezzo visto da Ora